# Sui-ur Linea
La Sui-ur Linea è una struttura geologica della superficie di Venere.